# Changning (Hengyang)
Die Stadt Changning (chinesisch 常宁市, Pinyin Chángníng Shì) ist eine kreisfreie Stadt der chinesischen Provinz Hunan, die zum Verwaltungsgebiet der bezirksfreien Stadt Hengyang (衡阳市) gehört. Changning hat eine Fläche von 2.052 km² und zählt 805.000 Einwohner (Stand: Ende 2018). Regierungssitz ist die Großgemeinde Yiyang 宜阳镇.

## Administrative Gliederung
Auf Gemeindeebene setzt sich die kreisfreie Stadt aus sechzehn Großgemeinden und sieben Gemeinden (davon eine der Yao) zusammen. 　　